# 容柏生
容柏生（1930年8月27日—2019年5月11日），男，生于广东广州，籍贯广东珠海，中国建筑工程师，中国工程院院士，广东省建筑设计研究院终身荣誉总工程师，第七、八届全国人民代表大会代表。

## 生平
1930年8月27日，生于广州，籍贯珠海南屏，父亲为国民党军官。
抗日战争时期，与母亲及兄弟姐妹四处流离。成长时期受詹天佑事迹激励，立志报国，使国家富强、不受外辱。
1949年9月，考入广州岭南大学土木工程系。升上大二时，容柏生的父亲去了台湾，容柏生失去主要经济来源，只能靠学校助学金与工读维持生活与学习。
1952年院系调整，岭南大学工科部分与其它一些院校工科部分合并成立华南工学院，容柏生随之入学就读。
1953年7月，毕业于华南工学院土木工程系，分配到广东省建筑设计公司（后改为广东省建筑设计研究院）。
1956年，因工作出色，被单位破格升为工程师。
1958年，调往广东省建筑工程专科学校（广东工业大学前身之一）任教。
文革期间，工作数次变动，经历坎坷。
1972年，调回广东省建筑设计研究院。
1995年，当选为中国工程院院士。
2019年5月11日4时50分，因病医治无效，于广州逝世。

## 成就
容柏生在中国高层建筑结构领域创造出多项重大设计及研究成果，从20世纪70年代始从事高层建筑结构设计方法的研究及实践，研制出一套完整的实用型设计方法及计算机程序。1981年主持设计深圳亚洲大酒店（现深圳香格里拉大酒店），首创钢筋混凝土巨型构架结构体系。1989年设计并建成63层，200米高的广东国际大厦，为当时中国最高的钢筋混凝土高层房屋，其中无粘结部分预应力楼盖的应用属国际先进水平，并凭此获包括1999年首届中国土木工程詹天佑奖在内的多项大奖。

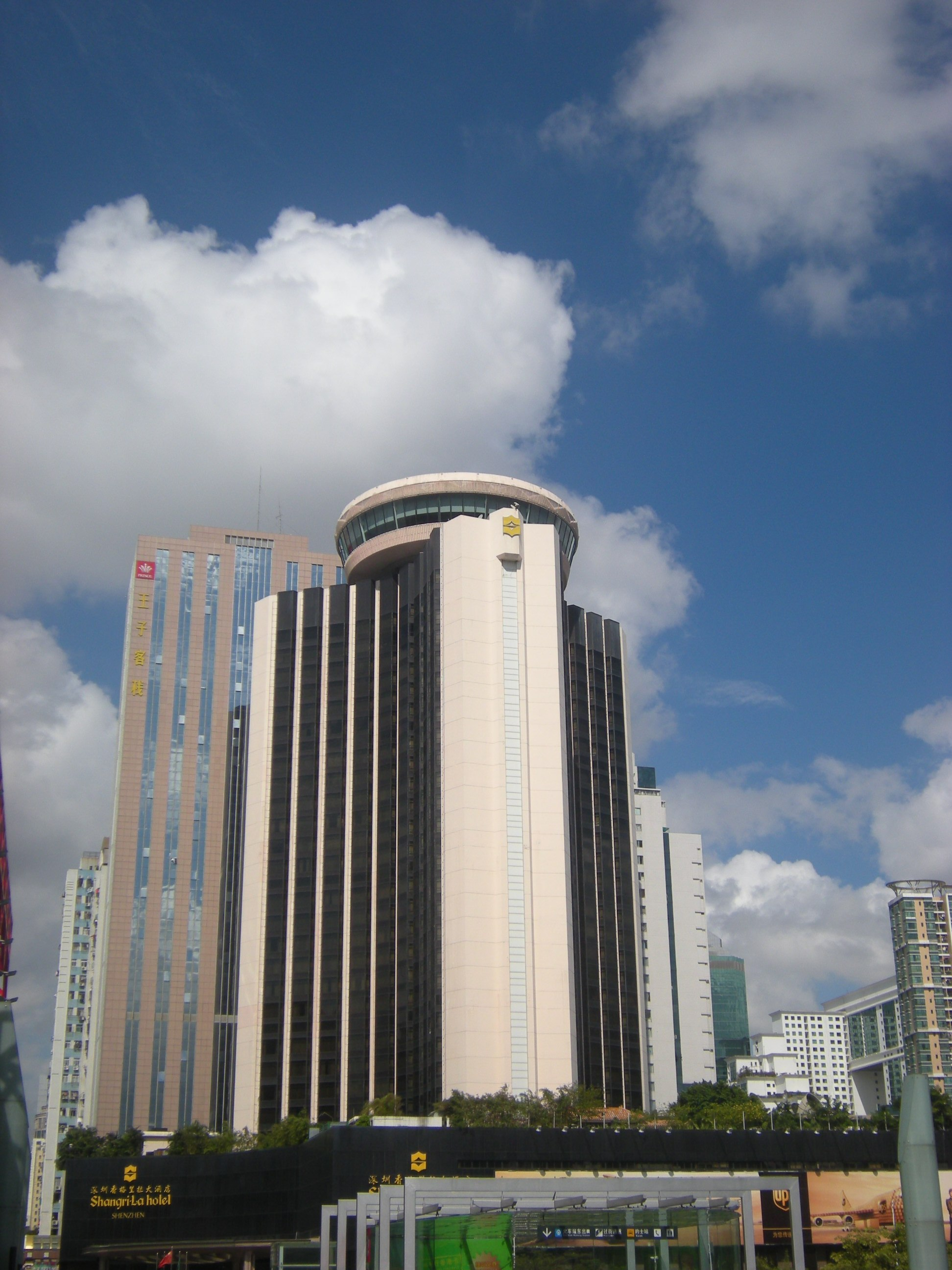
容柏生主持设计的深圳亚洲大酒店（现深圳香格里拉大酒店，位于深圳市罗湖区）

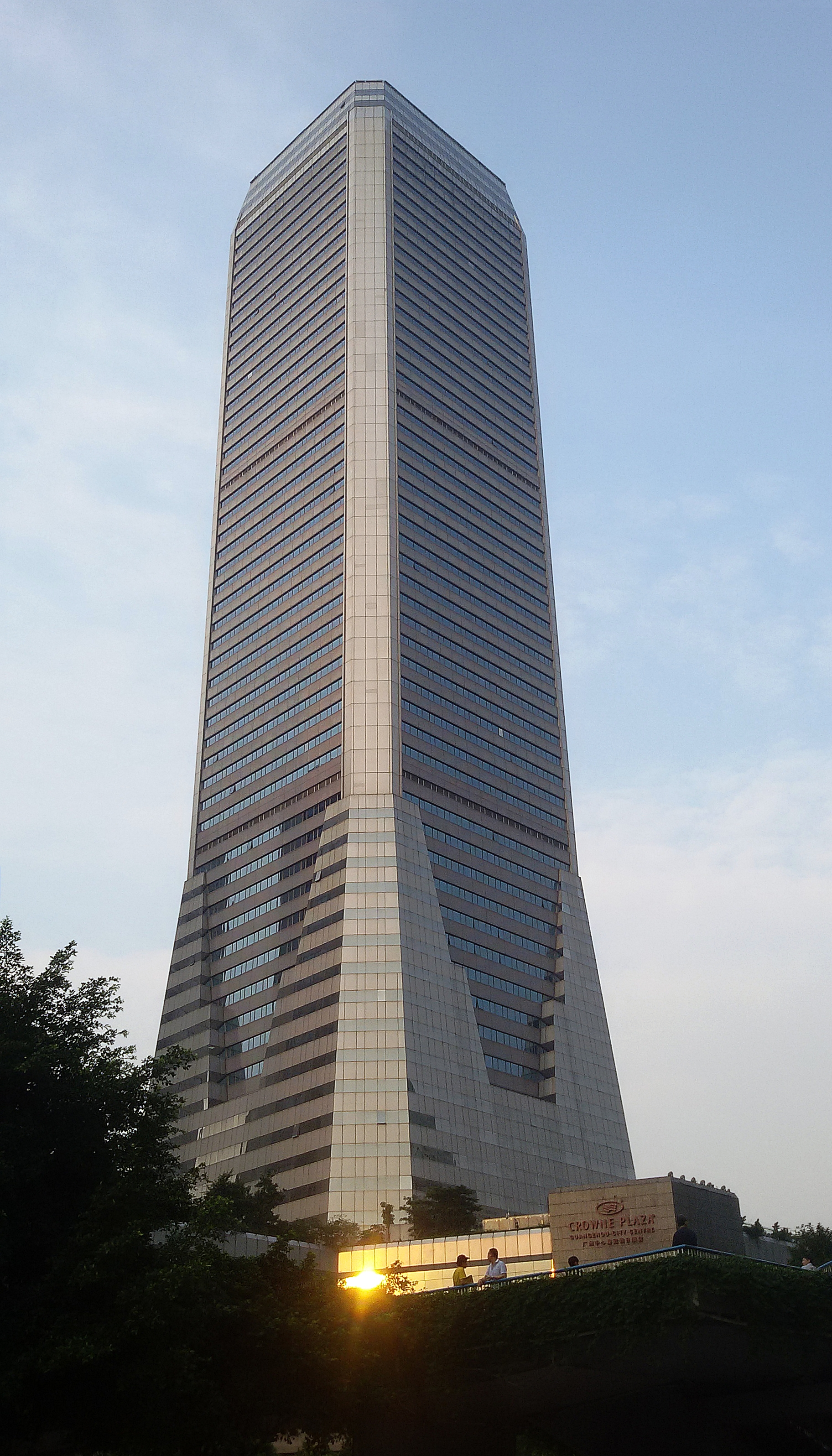
容柏生主持设计的广东国际大厦